# Grand Prix automobile de Hongrie 2006
GP précédent GP suivant
Le Grand Prix automobile de Hongrie 2006 (Formula 1 Magyar Nagydíj 2006), disputé sur le Hungaroring (à 19 km de Budapest, Hongrie) le 6 août 2006 est la 763e épreuve du championnat du monde de Formule 1 courue depuis 1950 et la treizième manche du championnat 2006.
L'épreuve a été remportée par Jenson Button dont c'était le premier succès en Grand Prix. Perturbée par la pluie, la course a en outre été marquée par les remontées puis les abandons de Fernando Alonso et Michael Schumacher.

## Grille de départ
| Pos | Pilote               | Ecurie              | Chrono 3       | Chrono 2       | Chrono 1       |
| --- | -------------------- | ------------------- | -------------- | -------------- | -------------- |
| 1   | Kimi Räikkönen       | McLaren-Mercedes    | 1 min 19 s 599 | 1 min 19 s 704 | 1 min 20 s 080 |
| 2   | Felipe Massa         | Ferrari             | 1 min 19 s 886 | 1 min 19 s 504 | 1 min 19 s 742 |
| 3   | Rubens Barrichello   | Honda               | 1 min 20 s 085 | 1 min 19 s 783 | 1 min 21 s 141 |
| 4   | Jenson Button        | Honda               | 1 min 20 s 092 | 1 min 19 s 943 | 1 min 20 s 820 |
| 5   | Pedro de la Rosa     | McLaren-Mercedes    | 1 min 20 s 117 | 1 min 19 s 991 | 1 min 21 s 288 |
| 6   | Mark Webber          | Williams-Cosworth   | 1 min 20 s 266 | 1 min 20 s 047 | 1 min 21 s 335 |
| 7   | Ralf Schumacher      | Toyota              | 1 min 20 s 759 | 1 min 20 s 243 | 1 min 21 s 112 |
| 8   | Giancarlo Fisichella | Renault             | 1 min 20 s 924 | 1 min 20 s 154 | 1 min 21 s 370 |
| 9   | Jarno Trulli         | Toyota              | 1 min 21 s 132 | 1 min 20 s 231 | 1 min 21 s 434 |
| 10  | Robert Kubica        | BMW Sauber          | 1 min 22 s 049 | 1 min 20 s 256 | 1 min 20 s 891 |
| 11  | Nick Heidfeld        | BMW Sauber          |                | 1 min 20 s 623 | 1 min 21 s 437 |
| 12  | Michael Schumacher   | Ferrari             |                | 1 min 20 s 875 | 1 min 21 s 440 |
| 13  | David Coulthard      | Red Bull-Ferrari    |                | 1 min 20 s 890 | 1 min 21 s 163 |
| 14  | Christian Klien      | Red Bull-Ferrari    |                | 1 min 21 s 207 | 1 min 22 s 027 |
| 15  | Fernando Alonso      | Renault             |                | 1 min 21 s 364 | 1 min 21 s 792 |
| 16  | Tiago Monteiro       | Midland-Toyota      |                | 1 min 23 s 767 | 1 min 22 s 009 |
| 17  | Vitantonio Liuzzi    | Toro Rosso-Cosworth |                |                | 1 min 22 s 068 |
| 18  | Nico Rosberg         | Williams-Cosworth   |                |                | 1 min 22 s 084 |
| 19  | Scott Speed          | Toro Rosso-Cosworth |                |                | 1 min 22 s 317 |
| 20  | Takuma Satō          | Super Aguri-Honda   |                |                | 1 min 22 s 967 |
| 21  | Christijan Albers    | Midland-Toyota      |                |                | 1 min 23 s 146 |
| 22  | Sakon Yamamoto       | Super Aguri-Honda   |                |                | 1 min 24 s 016 |

- Jenson Button et Christijan Albers ont reçu une pénalité de 10 places sur la grille de départ pour avoir changé le moteur de leur monoplace.

## Course

### Déroulement de l'épreuve

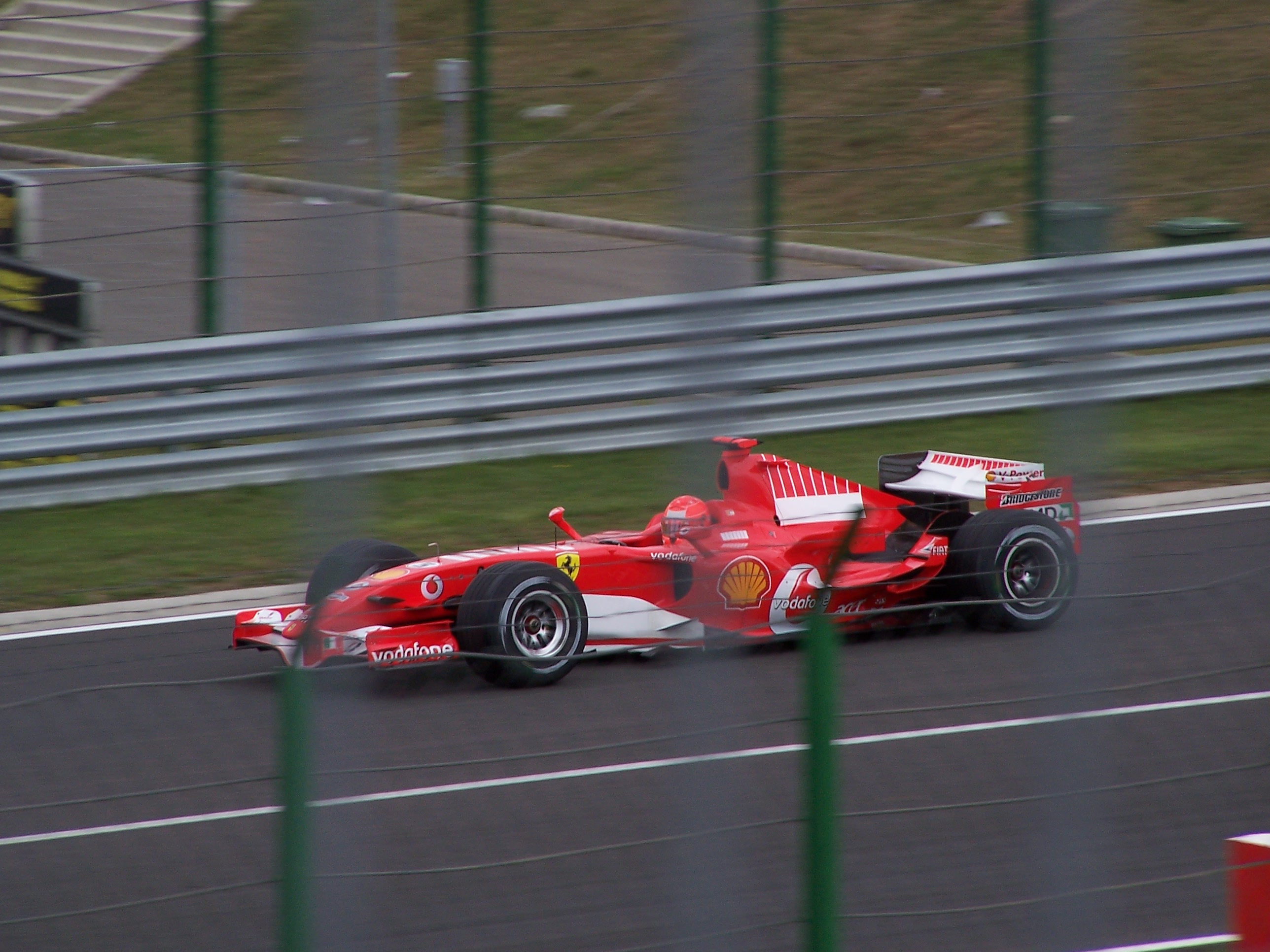
Michael Schumacher sur le Hungaroring en 2006

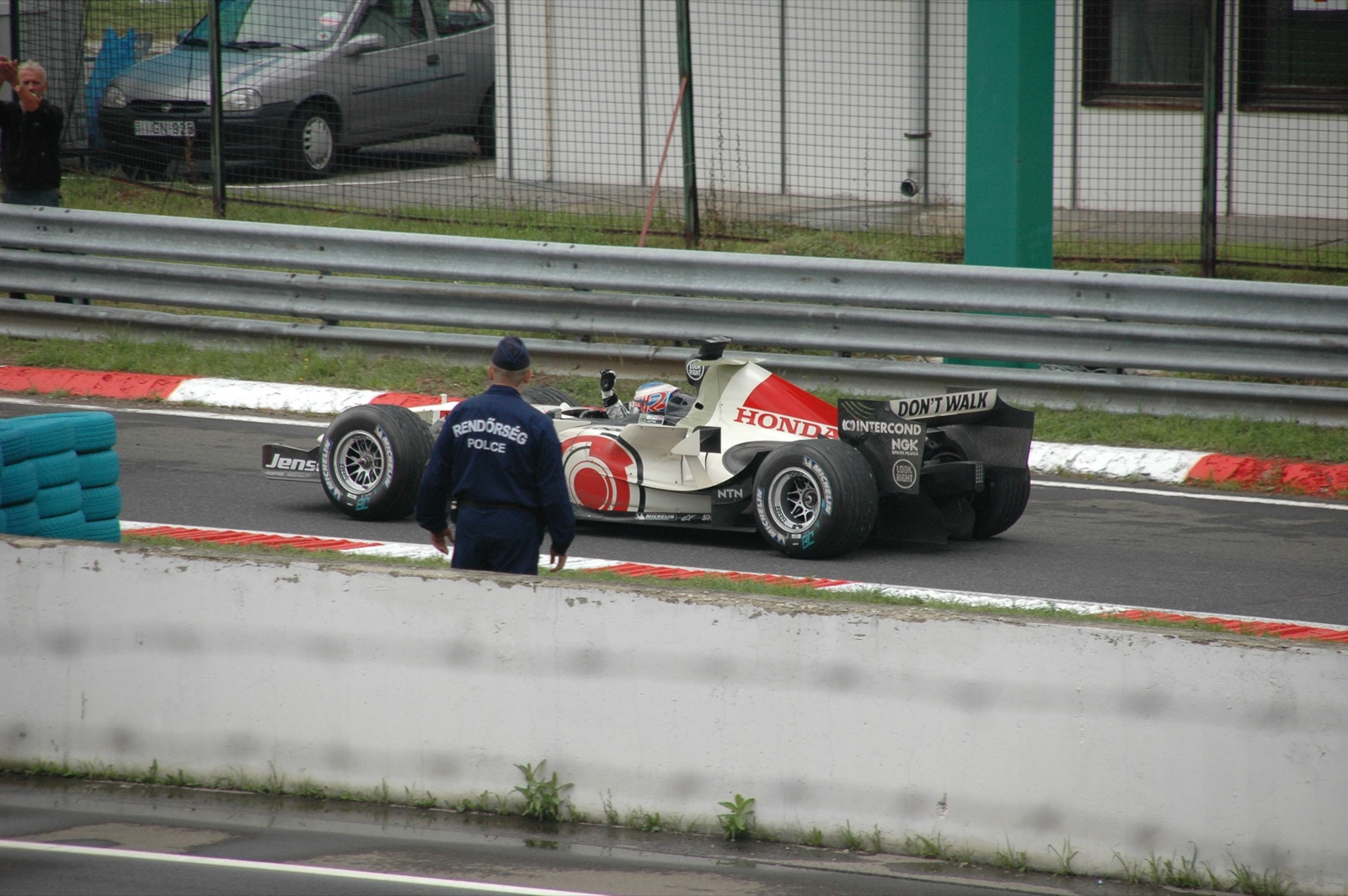
Jenson Button obtient sa première victoire en Grand Prix

Le 13e Grand Prix de la saison débute mal pour Fernando Alonso et Michael Schumacher, pénalisés de 2 secondes dans chaque partie des qualifications. Michael Schumacher, malgré sa pénalité, se classe toutefois douzième tandis qu'Alonso se classe modestement quinzième derrière Jenson Button pénalisé par un changement moteur.
Kimi Räikkönen arrache la pole position devant Felipe Massa. Au départ de l'épreuve, la piste est détrempée. Michael Schumacher, Fernando Alonso et Kimi Räikkönen font un départ faramineux. Plus tard, Michael Schumacher, mal à l'aise avec ses Bridgestone, maintient sa position devant Giancarlo Fisichella, Felipe Massa étant loin derrière eux après un tête à queue. 
Michael Schumacher rentre aux stands pour changer son aileron avant, abimé en tentant de résister à Fisichella. Kimi prend le large, suivi à distance par Pedro de la Rosa, Rubens Barrichello et Fernando Alonso. Mais Räikkönen, en tentant de prendre un tour à Vitantonio Liuzzi venant de faire une erreur, ne peut l'éviter ; abandon pour les deux pilotes. La voiture de sécurité permet à Schumacher de limiter les dégâts (à près d'un tour du nouveau leader Alonso). Lors de la relance, Alonso s'envole, Michael Schumacher fait un tête à queue mais repart. 
La piste s'assèchant, les Bridgestone deviennent plus performants que les Michelin. Scott Speed tente de mettre des pneus secs mais sans succès. Michael Schumacher est le seul à ne pas changer de pneus et atteint ainsi la deuxième place. Entretemps Alonso, en ayant mis ses pneus secs, a perdu un écrou de roue et heurte un muret ce qui le conduit à l'abandon. Jenson Button, largement en tête, a presque course gagnée. Schumacher, dont les pneus s'usent, perd du temps et est rattrapé par de la Rosa, qui le passera à une chicane. 
Nick Heidfeld rattrape à son tour son compatriote et l'accroche légèrement en le doublant ; ce dernier abandonne à deux tours de la fin à cause de soucis de direction. Jenson Button gagne finalement son premier Grand Prix, Pedro de la Rosa et Nick Heidfeld complètent le podium. Barrichello est 4e devant Coulthard à un tour, Ralf Schumacher 6e devant le novice Kubica qui sera disqualifié pour poids non conforme, donnant la 7e place à Felipe Massa et la 8e à Michael Schumacher.

### Classement de la course

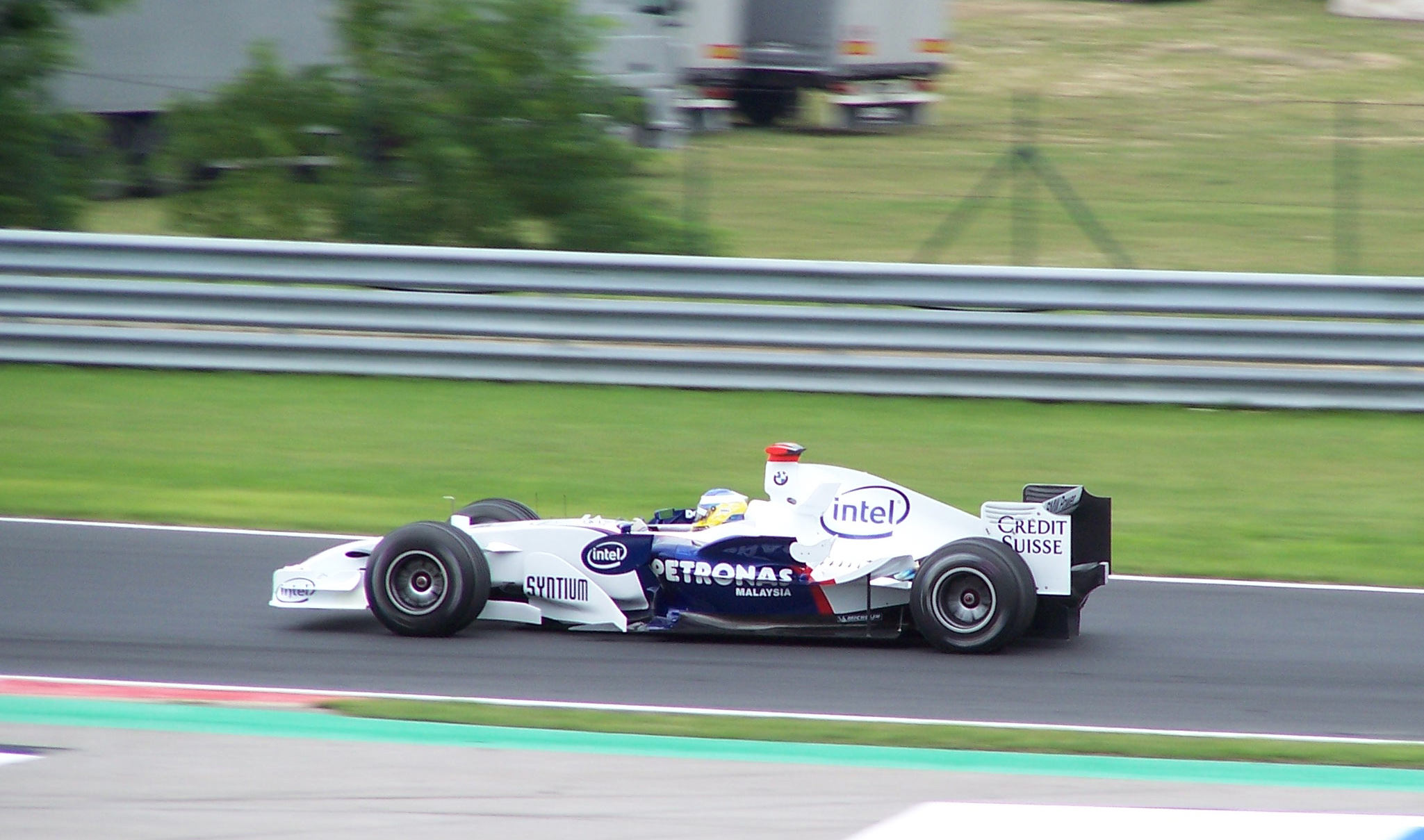
Nick Heidfeld sur le Hungaroring en 2006

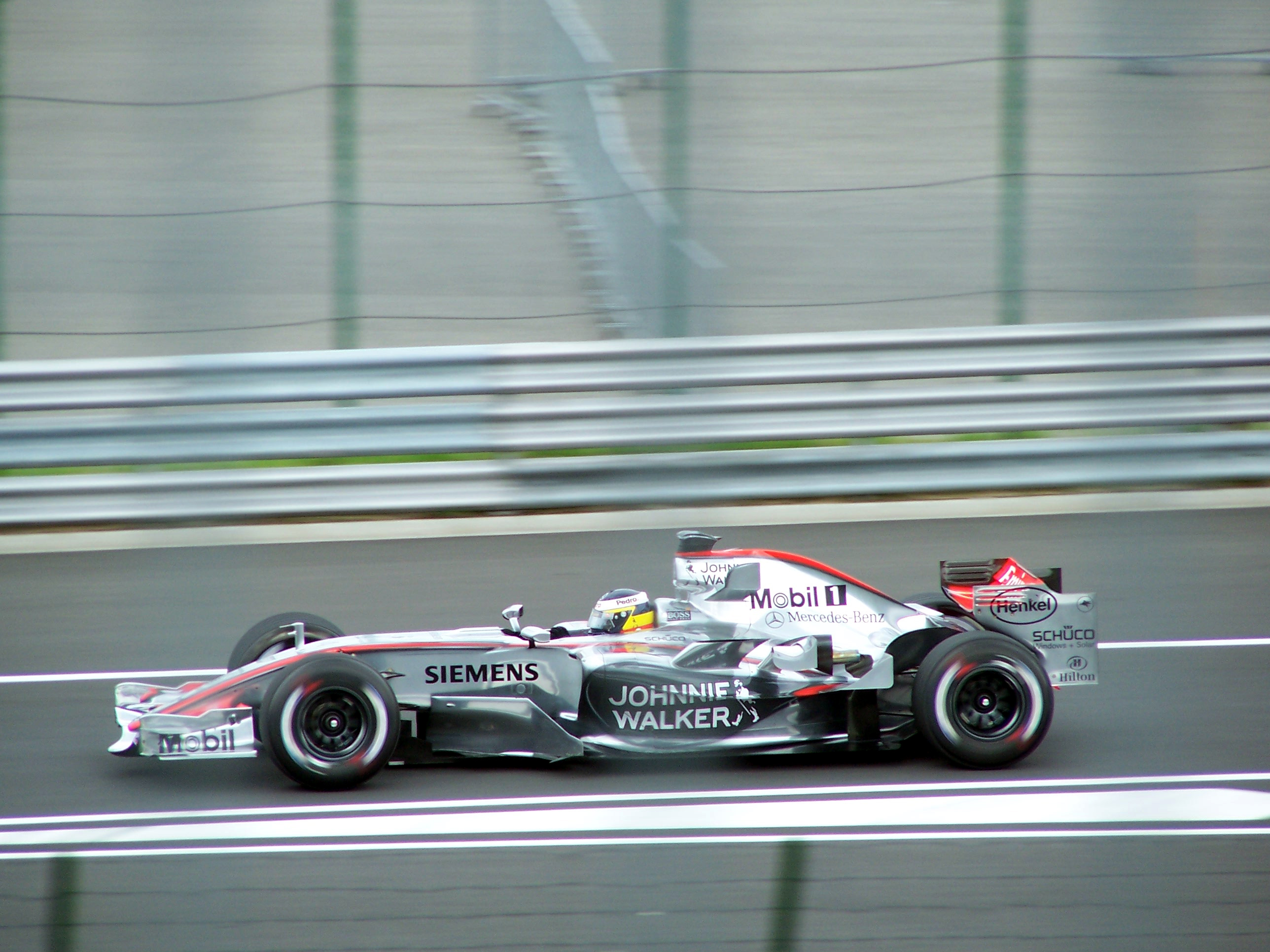
Pedro de la Rosa sur le Hungaroring en 2006

| Pos  | No | Pilote               | Écurie              | Tours | Temps/Abandon                      | Grille | Points |
| ---- | -- | -------------------- | ------------------- | ----- | ---------------------------------- | ------ | ------ |
| 1    | 12 | Jenson Button        | Honda               | 70    | 1 h 52 min 20 s 941 (163,773 km/h) | 14     | 10     |
| 2    | 4  | Pedro de la Rosa     | McLaren-Mercedes    | 70    | + 30 s 837                         | 4      | 8      |
| 3    | 16 | Nick Heidfeld        | BMW Sauber          | 70    | + 43 s 822                         | 10     | 6      |
| 4    | 11 | Rubens Barrichello   | Honda               | 70    | + 45 s 205                         | 3      | 5      |
| 5    | 14 | David Coulthard      | Red Bull-Ferrari    | 69    | + 1 tour                           | 12     | 4      |
| 6    | 7  | Ralf Schumacher      | Toyota              | 69    | + 1 tour                           | 6      | 3      |
| Dsq. | 17 | Robert Kubica        | BMW Sauber          | 69    | Poids non conforme                 | 9      |        |
| 7    | 6  | Felipe Massa         | Ferrari             | 69    | + 1 tour                           | 2      | 2      |
| 8    | 5  | Michael Schumacher   | Ferrari             | 67    | Direction                          | 11     | 1      |
| 9    | 18 | Tiago Monteiro       | Midland-Toyota      | 67    | + 3 tours                          | 16     |        |
| 10   | 19 | Christijan Albers    | Midland-Toyota      | 67    | + 3 tours                          | 22     |        |
| 11   | 21 | Scott Speed          | Toro Rosso-Cosworth | 66    | + 4 tours                          | 20     |        |
| 12   | 8  | Jarno Trulli         | Toyota              | 65    | Moteur                             | 8      |        |
| 13   | 22 | Takuma Satō          | Super Aguri-Honda   | 65    | + 5 tours                          | 19     |        |
| Abd. | 1  | Fernando Alonso      | Renault             | 51    | Ecrou de roue                      | 15     |        |
| Abd. | 3  | Kimi Räikkönen       | McLaren-Mercedes    | 25    | Accident                           | 1      |        |
| Abd. | 20 | Vitantonio Liuzzi    | Toro Rosso-Cosworth | 25    | Accident                           | 17     |        |
| Abd. | 10 | Nico Rosberg         | Williams-Cosworth   | 19    | Panne électrique                   | 18     |        |
| Abd. | 2  | Giancarlo Fisichella | Renault             | 18    | Sortie de piste                    | 7      |        |
| Abd. | 15 | Christian Klien      | Red Bull-Ferrari    | 6     | Sortie de piste                    | 13     |        |
| Abd. | 9  | Mark Webber          | Williams-Cosworth   | 1     | Accident                           | 5      |        |
| Abd. | 23 | Sakon Yamamoto       | Super Aguri-Honda   | 0     | Moteur                             | 21     |        |

### Pole position et record du tour
- Pole position :  Kimi Räikkönen (McLaren-Mercedes) en 1 min 19 s 599 (vitesse moyenne : 198,136 km/h)[1].
- Meilleur tour en course :  Felipe Massa en 1 min 23 s 516 (vitesse moyenne : 188,845 km/h) au soixante-cinquième tour[2].

### Tours en tête
- Kimi Räikkönen (McLaren-Mercedes) : 17 tours (1–17) ;
- Fernando Alonso (Renault) : 34 tours (18–51) ;
- Jenson Button (Honda) : 19 tours (52–70)[3].

## Classements généraux à l'issue de la course
| Pos. | Pilote               | Écurie              | Points |
| ---- | -------------------- | ------------------- | ------ |
| 1    | Fernando Alonso      | Renault             | 100    |
| 2    | Michael Schumacher   | Ferrari             | 90     |
| 3    | Felipe Massa         | Ferrari             | 52     |
| 4    | Giancarlo Fisichella | Renault             | 49     |
| 5    | Kimi Räikkönen       | McLaren-Mercedes    | 49     |
| 6    | Jenson Button        | Honda               | 31     |
| 7    | Juan Pablo Montoya   | McLaren-Mercedes    | 26     |
| 8    | Rubens Barichello    | Honda               | 21     |
| 9    | Nick Heidfeld        | BMW Sauber F1 Team  | 19     |
| 10   | Ralf Schumacher      | Toyota              | 16     |
| 11   | David Coulthard      | Red Bull-Ferrari    | 14     |
| 12   | Jarno Trulli         | Toyota              | 10     |
| 13   | Pedro de la Rosa     | McLaren-Mercedes    | 10     |
| 14   | Jacques Villeneuve   | BMW Sauber F1 Team  | 7      |
| 15   | Mark Webber          | Williams-Toyota     | 6      |
| 16   | Nico Rosberg         | Williams-Toyota     | 4      |
| 17   | Christian Klien      | Red Bull-Ferrari    | 2      |
| 18   | Vitantonio Liuzzi    | Toro Rosso-Cosworth | 1      |

| Pos. | Écurie              | Points |
| ---- | ------------------- | ------ |
| 1    | Renault             | 149    |
| 2    | Ferrari             | 142    |
| 3    | McLaren-Mercedes    | 85     |
| 4    | Honda               | 52     |
| 5    | Toyota              | 26     |
| 6    | BMW Sauber          | 26     |
| 7    | Red Bull-Ferrari    | 16     |
| 8    | Williams-Toyota     | 10     |
| 9    | Toro Rosso-Cosworth | 1      |

## Statistiques
- 1re victoire pour Jenson Button.
- 1er et unique podium pour Pedro de la Rosa.
- 1er Grand Prix pour Robert Kubica
- 3e victoire pour Honda en tant que constructeur.
- 72e victoire pour Honda en tant que motoriste.
- Robert Kubica est disqualifié après la fin de la course car sa BMW Sauber présentait un poids inférieur de 2 kg au poids minimum autorisé.